# Tár
Tár – amerykański dramat psychologiczny z 2022 roku w reżyserii Todda Fielda. Zdjęcia kręcono w Berlinie, Dreźnie, Nowym Jorku i Bangkoku.

## Fabuła
Film ukazuje kilka miesięcy z życia Lydii Tár, bohaterki uchodzącej w oczach współczesnych jej krytyków za najwybitniejszą żyjącą dyrygentkę. Reżyser ukazuje ją jako perfekcyjną wizjonerkę oraz wzór dla innych dyrygentek, ale także jako skrajną egoistkę uciekającą od odpowiedzialności. Film punktuje absurdy tzw. kultury unieważniania (cancel culture) oraz praktyki cenzurowania historii muzyki. Równocześnie przekonuje, że najwięksi artyści nie mogą być traktowani przez społeczeństwo w sposób uprzywilejowany.

## Obsada
- Cate Blanchett jako Lydia Tár, kompozytorka i dyrygentka światowej sławy[2],
- Nina Hoss jako Sharon Goodnow, żona Lydii[3],
- Noémie Merlant jako Francesca Lentini, asysentka Lydii[4],
- Sophie Kauer jako Olga Metkina, rosyjska wiolonczelistka[5].